# 박상돈
박상돈(朴商敦, 1949년 9월 3일~)은 대한민국의 정치인이다. 열린우리당과 자유선진당 소속이었으며 아산, 대천(보령) 시장과 1995년 마지막 관선으로 서산시장을 맡았다.
2020년 4월 15일에 치러진 2020년 대한민국 재보궐선거에서 천안시장에 출마했다. 선거 결과 14만 6429표를 얻으며 46.38%의 득표율을 기록해 천안시장직에 당선되었다. 제8회 전국동시지방선거에서 재선에 도전했으며 54.55%의 득표율로 재선에 성공했다.

## 학력
- 소정국민학교 졸업
- 천안중학교 졸업
- 대전고등학교 졸업
- 육군사관학교 학사(28기)
- 육군보병학교 졸업
- 육군포병학교 졸업
- 서울대학교 행정대학원 행정학 석사

### 명예 박사 학위
- 미국 노스웨스트 나사렛대학교 명예 법학박사

## 경력
- 1979년 5월~1981년 5월: 충청남도청 기획관리실확인평가계장
- 1981년 5월~1982년 9월: 충청남도청 내무국 지방과 여론계장
- 1982년 9월~1985년 4월: 내무부  민방위본부 방재계장
- 1985년 6월~1985년 9월: 국무총리실 산하 지방자치제 실시연구위원 파견(85.6.5-87.6.30)
- 1985년 9월~1987년 1월: 내무부 지방기획과 기획 3 담당
- 1987년 1월~1988년 9월: 내무부 지방기획과 기획 1 담당
- 1988년 11월~1989년 12월: 충청남도청 기획관리실 기획담당관
- 1989년 12월~1991년 1월: 제22대 충청남도 아산군수(관선)
- 1991년 3월~1994년 1월: 청와대 대통령비서실 행정관
- 1994년 3월~1995년 1월: 제7대 충청남도 대천시장(관선)
- 1995년 1월~1995년 7월: 제7대 충청남도 서산시장(관선)
- 충청남도청 기획실장
- 2002년: 한빛회 자문위원
- 2002년: 나사렛대학교 객원교수
- 2003년: 한국장애인인권포럼 고문
- 2004년: 국회 복지사회포럼 부회장
- 2004년 4월 15일: 대한민국 제17대 국회의원 선거 당선(충남 천안시 을, 열린우리당, 초선)
- 2004년 7월~2007년 5월: 국회 건설교통위원회 위원
- 2005년: 한사랑후원회 이사
- 2007년 5월~2008년 5월: 국회 정무위원회 위원
- 2008년 2월: 통합민주당 탈당 후 자유선진당 입당[1]
- 2008년 2월~2008년 4월: 자유선진당 원내대표, 자유선진당 사무총장 역임
- 2008년 4월 9일: 대한민국 제18대 국회의원 선거 당선(충남 천안시 을, 자유선진당, 재선)
- 국회 정무위원회 위원
- 국회의원 연구단체 일치를 위한 정치포럼 대표
- ~2010년 3월: 자유선진당 충청남도당 위원장
- ~2010년 3월: 제5회 전국동시지방선거 자유선진당 공천심사위원회 위원장
- 자유선진당 세종시특별조치위원장
- 국가균형발전 및 행정중심복합도시대책 특별위원회 위원
- 한국함께걸음연구소 대표(현)
- 선진통일당 최고위원
- 새누리당 정치인
- 자유한국당 정치인
- 2020년 4월 15일: 2020년 대한민국 재보궐선거 당선(민선 7기, 충청남도 천안시장, 미래통합당, 초선)
- 2020년 4월~2022년 6월: 제25대 충청남도 천안시장(민선 7기, 미래통합당→국민의힘, 초선)
- 2020년 7월: 제18대 전국대도시시장협의회 부회장
- 2020년 7월~2025년 4월: 중부권 동서 횡단철도 건설사업 시장군수 협력체 대표
- 2022년 6월 1일: 제8회 전국동시지방선거 당선(민선 8기, 충청남도 천안시장, 국민의힘, 재선)
- 2022년 7월~2025년 4월: 제26대 충청남도 천안시장(민선 8기, 국민의힘, 재선)
- 2022년 7월~2024년 6월: 충청남도 시장·군수협의회장
- 2022년 9월~2024년 6월: 대한민국시장·군수·구청장협의회 지역공동회장

## 의정 활동
- 2004년 5월~2008년 5월: 제17대 국회의원(충남 천안시 을, 열린우리당→대통합민주신당→통합민주당→무소속→자유선진당, 초선)
- 2004년 7월~2007년 5월: 국회 건설교통위원회 위원
- 2007년 5월~2008년 5월: 국회 정무위원회 위원
- 2008년 2월: 통합민주당 탈당 후 자유선진당 입당
- 자유선진당 원내대표, 자유선진당 사무총장 역임
- 2008년 5월~2010년 5월: 제18대 국회의원(충남 천안시 을, 자유선진당, 재선)
- 국회 정무위원회 위원
- 국회의원 연구단체 일치를 위한 정치포럼 대표
- 자유선진당 충남도당 위원장
- 자유선진당 세종시특별조치위원장
- 국가균형발전 및 행정중심복합도시대책 특별위원회 위원

## 범죄 사실
- 교통사고처리특례법위반: 벌금 150만원 - 2003년 5월 6일 선고[2]

### 정치자금법 위반
18대 총선을 앞둔 2008년 3월 서울대 공대 건설산업 최고전략과정 동기회원 13명이 모금한 1000만 원을 선거후원금 명목으로 받고도 영수증 처리하지 않은 혐의(정치자금법 위반)로 불구속 기소되어 벌금 80만원에 추징금 1000만원을 선고받았다.
재판부는 “공소사실의 죄질이 좋지는 않지만 박 의원이 수동적으로 학연과 연결된 관계에서 자금을 받았고 적극적인 고의는 없었던 것으로 보인다”며 “의원직 상실형을 선고할 정도는 아니다”고 밝혔다.

### 공직선거법 위반
제19대 국회의원 선거를 앞두고 다른 후보에 대한 허위사실을 공표한 혐의(공직선거법 위반)로 기소되어 항소심에서 벌금 250만원을 선고받았다.

## 역대 선거 결과
|  | 0% |

|  | 45.51% |

|  | 42.80% |

|  | 39.94% |

|  | 18.06% |

|  | 35.32% |

|  | 46.38% |

|  | 54.55% |

## 소속 정당
| 소속 정당 | 소속 정당        | 소속 기간 | 비고                |
| --------- | ---------------- | --------- | ------------------- |
|           | 자유민주연합     | 2002~2003 | 정계 입문           |
|           | 무소속           | 2003      | 탈당                |
|           | 열린우리당       | 2003~2007 | 창당                |
|           | 무소속           | 2007      | 탈당                |
|           | 중도개혁통합신당 | 2007      | 창당                |
|           | 중도통합민주당   | 2007      | 합당                |
|           | 무소속           | 2007      | 탈당                |
|           | 대통합민주신당   | 2007~2008 | 창당                |
|           | 통합민주당       | 2008      | 합당                |
|           | 무소속           | 2008      | 탈당                |
|           | 자유선진당       | 2008~2012 | 입당                |
|           | 선진통일당       | 2012      | 당명 변경           |
|           | 새누리당         | 2012~2017 | 합당                |
|           | 자유한국당       | 2017~2020 | 당명 변경           |
|           | 미래통합당       | 2020      | 합당                |
|           | 국민의힘         | 2020~현재 | 당명 변경 정계 은퇴 |

## 같이 보기
- 천안시 을
- 천안시의 국회의원
- 아산시장
- 대천시장
- 서산시장
- 천안시장